# Aeropuerto Domingo Faustino Sarmiento
El Aeropuerto Internacional de San Juan - Las Chacritas (IATA: UAQ - OACI: SANU) es un aeropuerto internacional que se encuentra ubicado en el sureste de la ciudad de San Juan, en la localidad de Las Chacritas, en el departamento 9 de julio, a 12 km de la capital provincial.
Se accede a él desde dicha ciudad por la Ruta Nacional 20 (km 12).
En 2020, pandemia COVID-19 mediante, fue utilizado por 37.646 pasajeros y el movimiento de aeronaves para ese mismo periodo fue de 1.265 operaciones.

## Infraestructura
El área total del predio es de 346 ha y su categoría OACI es 4D.
- Pistas: 110,700 m²
- Calles de Rodaje: 18,000 m²
- Plataformas: 41,000 m²
- Estacionamiento remoto: 15,000 m²
- Terminal de Pasajeros: 2,200 m²
- Mantenimiento Aeronaves: 200 m²
- Estacionamiento Vehicular: 2,500 m² (80 vehículos)

## Historia

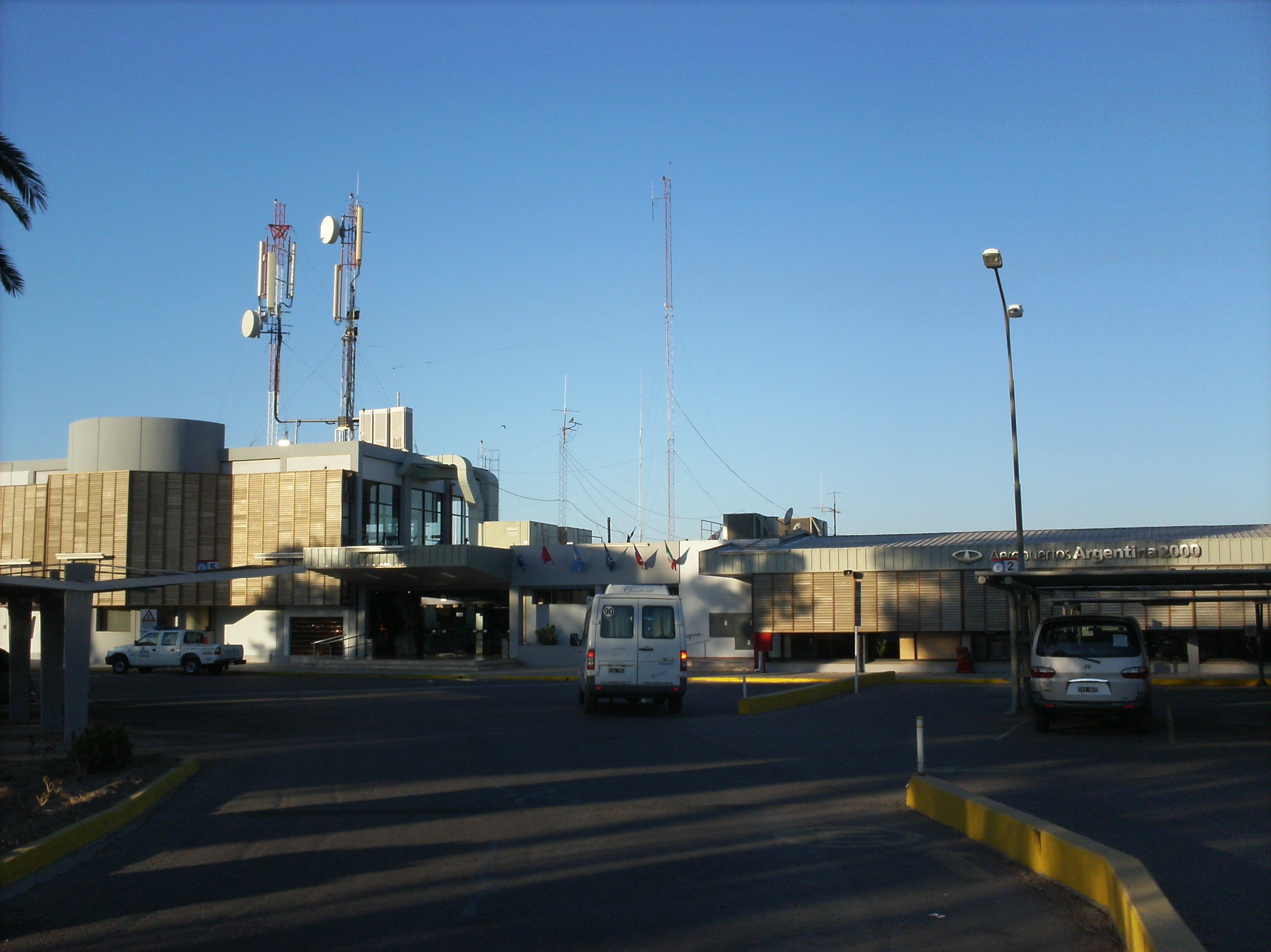
Presencia de Aeropuertos Argentina 2000 en el aeropuerto sanjuanino.

El Gobierno de la Provincia de San Juan, por Decreto N° 334-OP-58, expediente N° 555 del Ministerio de Obras Públicas del 13 de febrero de 1958, declaró la utilidad pública -sujeto a la expropiación- de los terrenos de la localidad de Las Chacritas, Departamento 9 de Julio, en donde se construiría el Aeropuerto San Juan - Domingo Faustino Sarmiento. El área abarcaba una superficie total de 346 ha, 4.671 m², y se encontraba ubicada hacia el este de la Ruta Nacional 20, entre el km 10 y 12, aproximadamente.
El 10 de agosto de 1961, se realizó un convenio entre la Secretaría de Estado de Aeronáutica y el Gobierno de San Juan, que fue ratificado por Decreto N° 6242/62 del Poder Ejecutivo Nacional, fechado el 02/07/62 y publicado en Boletín Oficial del día 14/07/1962.[cita requerida]
En marzo de 1967 se suscribió el Acta de Entrega Provisional de las obras del aeropuerto. La Dirección de Arquitectura de la Provincia, dependiente de la Secretaría de Estado de Obras y Servicios Públicos, en nombre del Gobierno de la Provincia de San Juan, hizo entrega definitiva de los terrenos a la Dirección de Infraestructura, dependiente del Comando en Jefe de la Fuerza Aérea Argentina.
En su infraestructura, el aeropuerto contaba con depósitos/pañoles; se construyeron cuatro más en total, para asignar dos con destino a la empresa Aerolíneas Argentinas, dos para la Compañía Aero Transporte Litoral Argentino; y uno para el Círculo Aéreo y Aeródromo, que sería destinado a Abastecimiento.
En el sector sur de la plataforma se encuentra la planta de Almacenamiento de Combustible de la Empresa YPF. Frente a la misma, lado oeste, se encontraba la antigua aeroestación que, juntamente con la Torre de Control, quedaron inutilizadas después del terremoto que azotó la ciudad de Caucete en esta provincia, en noviembre de 1977; pero fueron reconstruidas entre 1977 y 1980.
En el 2008, se agregan nuevos vuelos con destino a Buenos Aires, por parte de la empresa LAN Argentina
 Por cuestiones económicas la empresa anuncio la cancelación del servicio a partir del 1 de junio de 2018. También recibió vuelos con destino a Córdoba, por parte de la empresa Aerochaco.
A partir del 1 de julio de 2009 (decreto 239/07) la Administración Nacional de Aviación Civi (A.N.A.C.) es la Autoridad Aeronáutica Nacional. En la actualidad tiene a cargo la regulación, fiscalización y certificación de las actividades aeronáuticas comerciales, de aviación general y deportivas.

## Aerolíneas y destinos

### Vuelos nacionales
| Destinos regulares | Nombre del aeropuerto                                 | Aerolíneas                       | Avión                   | Frecuencias semanales |
| ------------------ | ----------------------------------------------------- | -------------------------------- | ----------------------- | --------------------- |
| Argentina          |                                                       |                                  |                         |                       |
| Buenos Aires       | Aeroparque Jorge Newbery                              | Aerolíneas Argentinas / Flybondi | B737, B738, B738M, E190 | 19                    |
| Córdoba            | Aeropuerto Internacional Ingeniero Ambrosio Taravella | Aerolíneas Argentinas            | E190                    | 2                     |

### Aerolíneas y destinos que cesaron sus operaciones
- Aerochaco (Mac Air)[7] (Córdoba, Resistencia)
- LATAM Argentina (Buenos Aires-Aeroparque, Santiago de Chile)

## Estadísticas
| Ranking | Ciudad                               | Pasajeros (2017) | Pasajeros (2018) | Pasajeros (2019) | Variación | Aerolíneas                                                                             |
| ------- | ------------------------------------ | ---------------- | ---------------- | ---------------- | --------- | -------------------------------------------------------------------------------------- |
| 1       | Buenos Aires (Aeroparque), Argentina | 194.665          | 193.173          | 148.211          | -23,28    | Aerolíneas Argentinas, Austral Líneas Aéreas, LATAM Argentina (Finalizo Junio de 2018) |